# José Villavicencio
José Sebastián Villavicencio Amaruz (Cobija, Bolivia; 10 de mayo de 1957) es un ingeniero, ex senador y político boliviano que fue presidente de la cámara de senadores de Bolivia desde agosto de 2006 hasta el 24 de enero de 2008.

## Biografía
José Villavicencio nació en la ciudad de Cobija en el departamento de Pando el 10 de mayo de 1957. Villavicencio pertenece a una de las influyentes familias de norte del país. Hizo sus estudios primarios y secundarios en su ciudad natal. En 1980 se trasladó a vivir a Brasil donde continuó con sus estudios superiores, ingresando a a carrera de ingeniería de la Universidad Marañón donde se graduó como ingeniero civil el año 1985. Durante su carrera profesional, Villavicencio completó su formación académica con la realización de cursos en estructuras de concreto en INPEX.

## Carrera política
En 1989, Villavicencio regresa a Bolivia donde comenzó su carrera política ingresando al partido del Movimiento Nacionalista Revolucionario (MNR) llegando a ser presidente de CORDEPANDO. Pero su estadía en este partido no duraría mucho tiempo ya que en 1991 abandonó el MNR para luego ingresar al partido de Acción Democrática Nacionalista (perteneciente al expresidente Hugo Banzer Suárez). Pero Villavicencio se retiraría de la política para dedicarse a la ganadería y a otros emprendimientos privados.
En sus iniciativas privadas, Villavicencio es propietario de la fábrica de cerámicas de la ciudad de Cobija del hotel Naninjo' s: también fue presidente de la mutual de ahorros y préstamo para la vivienda en 1997, llegando a ser presidente del directorio en 2005.
Cabe mencionar que Villavicencio tomó parte activa en cargos de las diferentes asociaciones de la ciudad de Cobija como ser: en 1996 vicepresidente del club de tenis y en 1995-1996 presidente del club Rotary.
En 1997, Villavicencio volvió nuevamente a la política con ADN después de ocho años de alejamiento (1989-1997). Postuló por el mismo partido político al cargo de senador por el Departamento de Pando en las elecciones generales de ese año, donde ganó el curul. Villavicencio ocupó el cargo de senador de Bolivia desde el 6 de agosto de 1997 hasta el 6 de agosto de 2002.
Para las elecciones generales de 2002, Villavicencio no postuló nuevamente al cargo de senador ya que el jefe departamental de ADN en el departamento de Pando Leopoldo Fernández Ferreira no lo eligió como candidato. 
Al no ser elegido como candidato en las elecciones, Villavicencio se retiró de ADN, pero antes encabezó el sublevamiento contra Leopoldo Fernández aliándose con Miguel Becerra. En las elecciones generales de 2005, Villavicencio se unió al partido de Unidad Nacional (cuyo jefe era el empresario Samuel Doria Medina). Candidateo al cargo de senador por el departamento de Pando por ese mismo partido donde salió ganador (el único del partido), posesionándose el 24 de enero de 2006 y finalizando su cargo el 24 de enero de 2010. 
En agosto de 2006, fue posesionado como presidente de la cámara de senadores de Bolivia, reemplazándole a Santos Ramírez en el cargo. Para la gestión 2007, Villavicencio fue reelegido nuevamente en enero de ese año por la oposición parlamentaria al Movimiento al Socialismo (MAS). Villavicencio ocupó el cargo de presidente de la cámara de senadores hasta el 24 de enero de 2008.
En 2014, Villavicencio intentó postularse al cargo de gobernador del Departamento de Pando pero sin éxito.